# Epacris myrtifolia
Epacris myrtifolia är en ljungväxtart som beskrevs av Jacques-Julien Houtou de La Billardière. Epacris myrtifolia ingår i släktet Epacris och familjen ljungväxter. Inga underarter finns listade i Catalogue of Life.